# Khatyad
Khatyad (en népalais : खत्याडदाी) est une municipalité rurale du Népal située dans le district de Mugu. Au recensement de 2011, elle comptait 17 116 habitants.
Elle regroupe les anciens comités de développement villageois de Seri, Srikot, Khamale, Sukhadhik et Hyanglu.